# Gaios (Bildhauer aus Lystra)
Gaios (altgriechisch Γάϊος) war ein antiker Bildhauer der römischen Kaiserzeit aus Lystra in Lykaonien.
Gaios ist von einer singulären Inschrift auf einer Statuenbasis aus Zosta, heute Akarköy in der türkischen Provinz Karaman, bekannt, auf der er gemeinsam mit seinem Bruder Titos, der ebenfalls Bildhauer war, erwähnt wurde. Die zur Basis gehörige Statue ist ebenso wie weitere Werke nicht bekannt. Eine genauere Datierung der Basis ist bislang nicht möglich.